# International Superstar Soccer 2000
International Superstar Soccer (in Giappone Jykkyou J-League 1999: Perfect Striker 2), spesso abbreviato in ISS 2000, è un videogioco di calcio sviluppato da KCEO e pubblicato da Konami per Nintendo 64 e Game Boy Color nel luglio 1999.

## Squadre

### Europa A
- Germania
- Francia
- Italia
- Spagna
- Paesi Bassi
- Svizzera
- Austria
- Danimarca
- Belgio
- Portogallo
- Lussemburgo
- San Marino
- Andorra*
- Liechtenstein

### Europa B
- Inghilterra
- Scozia
- Galles
- Irlanda del Nord
- Irlanda
- Svezia
- Norvegia
- Finlandia
- Islanda*
- Fær Øer

### Europa C
- Jugoslavia
- Croazia
- Romania
- Bulgaria
- Grecia
- Polonia
- Repubblica Ceca
- Slovacchia
- Ungheria
- Slovenia
- Bosnia ed Erzegovina
- Albania
- Macedonia

### Europa D
- Russia
- Turchia
- Estonia
- Lettonia
- Lituania
- Bielorussia
- Ucraina
- Moldavia
- Georgia
- Armenia
- Azerbaigian
- Malta
- Cipro
- Israele

### Africa
- Camerun
- Nigeria
- Sudafrica
- Tunisia
- Marocco
- Egitto
- Liberia
- Algeria
- Mali*
- Ghana

### Concacaf
- Stati Uniti
- Canada
- Messico
- Giamaica
- Cuba*
- Honduras*
- Costa Rica*
- Trinidad e Tobago

### Conmebol
- Brasile
- Argentina
- Colombia
- Uruguay
- Paraguay
- Bolivia
- Cile
- Perù
- Venezuela
- Ecuador

### Asia A
- Giappone
- Corea del Sud
- Corea del Nord*
- Cina
- Hong Kong*
- Thailandia*
- Malaysia*

### Asia B
- Arabia Saudita
- U.A.E.
- Iran
- Uzbekistan
- Kazakistan
- Nepal*
- India*
- Iraq*
- Kuwait
- Qatar*

### Oceania
- Australia
- Nuova Zelanda
- Papua Nuova Guinea
- Figi

*Non presenti nella versione per PSX

## Stadi
- Stadio Milano (Meazza)
- Rotterdam Stadium (Feijenoord Stadion)
- Saint-Denis Stadium (Stade de France)
- Euro-Centre Stadium (Windsor Park)
- Euro-International Stadium (Wembley)
- Mexico Stadium (Azteca)
- Sud America Main Stadium (Metropolitano)
- Munchen Stadion (Olympiastadion)
- Tokyo Stadium (National Stadium)
- Africa Stadium

## Modalità di gioco
World League: una lega a 32 o 64 squadre, selezionabile sia in modalità solo andata, oppure andata e ritorno. Lo sfondo del gioco diventa viola.
Pre-Season Match: una sfida amichevole dove si possono scegliere le squadre, la difficoltà, le condizioni fisiche e mentali dei giocatori, lo stadio ed il meteo. Lo sfondo del gioco diventa azzurro.
Mini League: campionato a 4 - 6 - 8 squadre.
International Cup: la coppa del mondo; le fasi sono 3: qualificazioni, gironi prima fase e fase finale ad eliminazione diretta. La schermata diventa verde al suo inizio.
Euro Cup: campionati europei, molto simili, per quanto riguarda le fasi, alla International Cup. Viene identificata col colore rosso.
Training: un allenamento con una squadra a scelta: punizioni, corner, libero e difesa. Il suo colore è il giallo.
Scenario: vinci partite storiche partendo da una situazione particolare. La sua schermata è grigia-azzurra.